# Scriptania lucens
Scriptania lucens là một loài bướm đêm trong họ Noctuidae.